# اليامي دوبين
اليامي دوبين (بالإنجليزية: Al Dubin)‏ (و. 1891 – 1945 م) هو ملحن، وكاتب أغاني، وشاعر غنائي، ومؤلفو موسيقى تصويرية، وممثل أمريكي، ولد في زيورخ، توفي في نيويورك، عن عمر يناهز 54 عاماً.

## وصلات خارجية
- اليامي دوبين على موقع IMDb (الإنجليزية)
- اليامي دوبين على موقع الموسوعة البريطانية (الإنجليزية)
- اليامي دوبين على موقع ميوزك برينز (الإنجليزية)
- اليامي دوبين على موقع قاعدة بيانات برودواي على الإنترنت (الإنجليزية)
- اليامي دوبين على موقع إن إن دي بي (الإنجليزية)
- اليامي دوبين على موقع أول ميوزيك (الإنجليزية)
- اليامي دوبين على موقع ديسكوغز (الإنجليزية)
- اليامي دوبين على موقع قاعدة بيانات الفيلم (الإنجليزية)

- اليامي دوبين في قاعدة بيانات الأفلام على الإنترنت